# Shad Begum
Shad Begum, född 1974 i Dir Lower, i provinsen Khyber Pakhtunkhwa i Pakistan, är en socialarbetare och grundare av organisationen ABKT. 
Begum har genom sin organisation ABKT (Association for Behaviour & Knowledge Transformation) arbetat med att förbättra marginaliserade grupper i nordvästra Pakistan. Organisationen stöttar särskilt kvinnor, men talibanerna i området gjorde att det under 2009-2010 var svårt att bedriva verksamhet. 
Begum har arbetat med FN genom UNDP och tilldelades 2012 International Woman of Courage Award.  